# آویناش ایراگیواراپو

آویناش ایراگیواراپو

آویناش ایراگیواراپو (انگلیسی: Avinash Iragavarapu) یک استراتژیست انتخاباتی سیاسی است و همچنین مدیر اجرایی حزب جمهوری‌خواه آریزونا بود. او فعالیت سیاسی خود را در سال ۲۰۱۳ با حزب کنگره آغاز کرد و سپس به ادامه کار با دونالد ترامپ ریاست‌جمهوری ادامه دادو در حال حاضر درگیر احزاب مختلف سیاسی در سراسر جهان و کمک به آن‌ها در طراحی یک کمپین سیاسی مؤثر است.

## زندگی شخصی
آویناش اهل راجاماهندری است که در بخش گوداوری شرقی در منطقه آندرا پرادش قرار دارد.